# رینا اوتا
رینا اوتا (انگلیسی: Rina Ōta؛ زادهٔ ۱۱ ژانویهٔ ۱۹۸۸ در استان چیبا) مدل و بازیگر اهل ژاپن است. او برای آنوره (Anoré) نمایندگی می‌کند. ریوهی ماتسودا (بازیگر ژاپنی) همسر پیشین وی است.